# Kunstmuseum Bonn
El Kunstmuseum de Bonn es parte del Museumsmeile (Boulevard de los Museos) en Bonn y ha estado exhibiendo desde 1992, centrándose principalmente desde el período posterior a 1945. El museo está ubicado en el número 2 de la Friedrich-Ebert-Allee en Bonn. Tiene tres entradas e incluye un área de exposición de 4 700 m².

## Arquitectura
El edificio fue diseñado por varios arquitectos de la "BJSS-Architekten" como Dietrich Bangert, Bernd Jansen, Stefan Scholz & Axel Schultes de 1985 a 1993.

## La colección

### Los expresionistas renanos y el arte después de 1945
La colección del museo incluye dos componentes importantes, el expresionismo renano y el arte posterior a la Segunda Guerra Mundial, con obras principalmente de los años sesenta, setenta, ochenta y principios de los noventa. Artistas alemanes como Georg Baselitz, Joseph Beuys, Hanne Darboven, Anselm Kiefer, Blinky Palermo y Wolf Vostell, pero no excluyen obras de artistas extranjeros como el pintor francés Robert Delaunay en la sección de August Macke y el artista Inglés conceptual Richard Long. Las obras de artistas alemanes como Blinky Palermo y Joseph Beuys se exhiben en combinación con los artistas de vanguardia Lucio Fontana, Jannis Kounellis y Gerhard Merz.

### Colección de arte gráfico y de vídeo
El propósito del museo se amplía con una colección "Obras en papel". La colección incluye, entre otros, los Múltiples de Joseph Beuys, las ilustraciones de libros de Max Ernst y las obras gráficas de la colección Bolliger.
Además, la colección de video arte legada por Ingrid Oppenheim también forma parte de la colección del museo.

### Galería de fotos de la colecciónde August Mackeen el museo

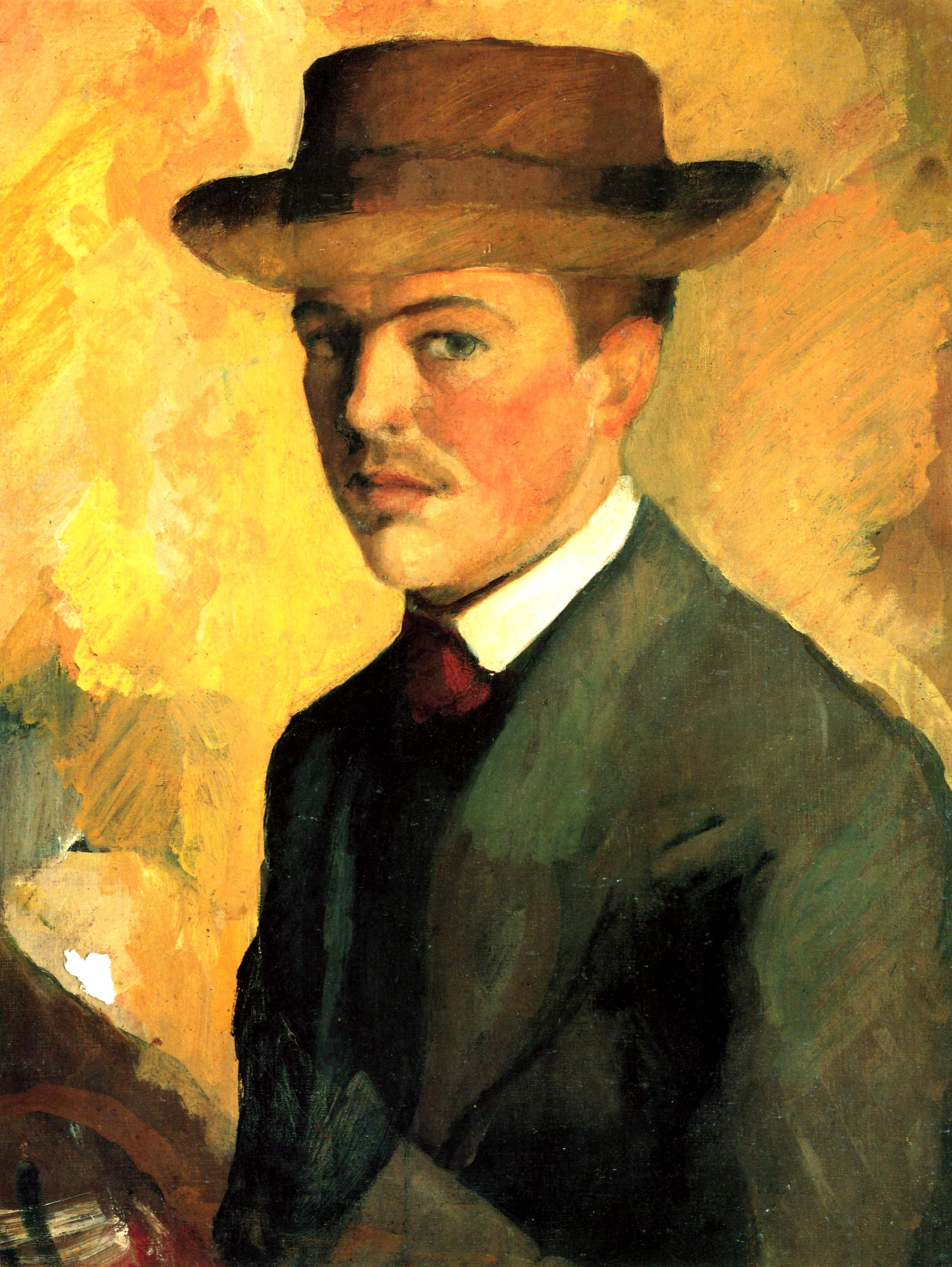
Selbstportrait mit Hut (1909)
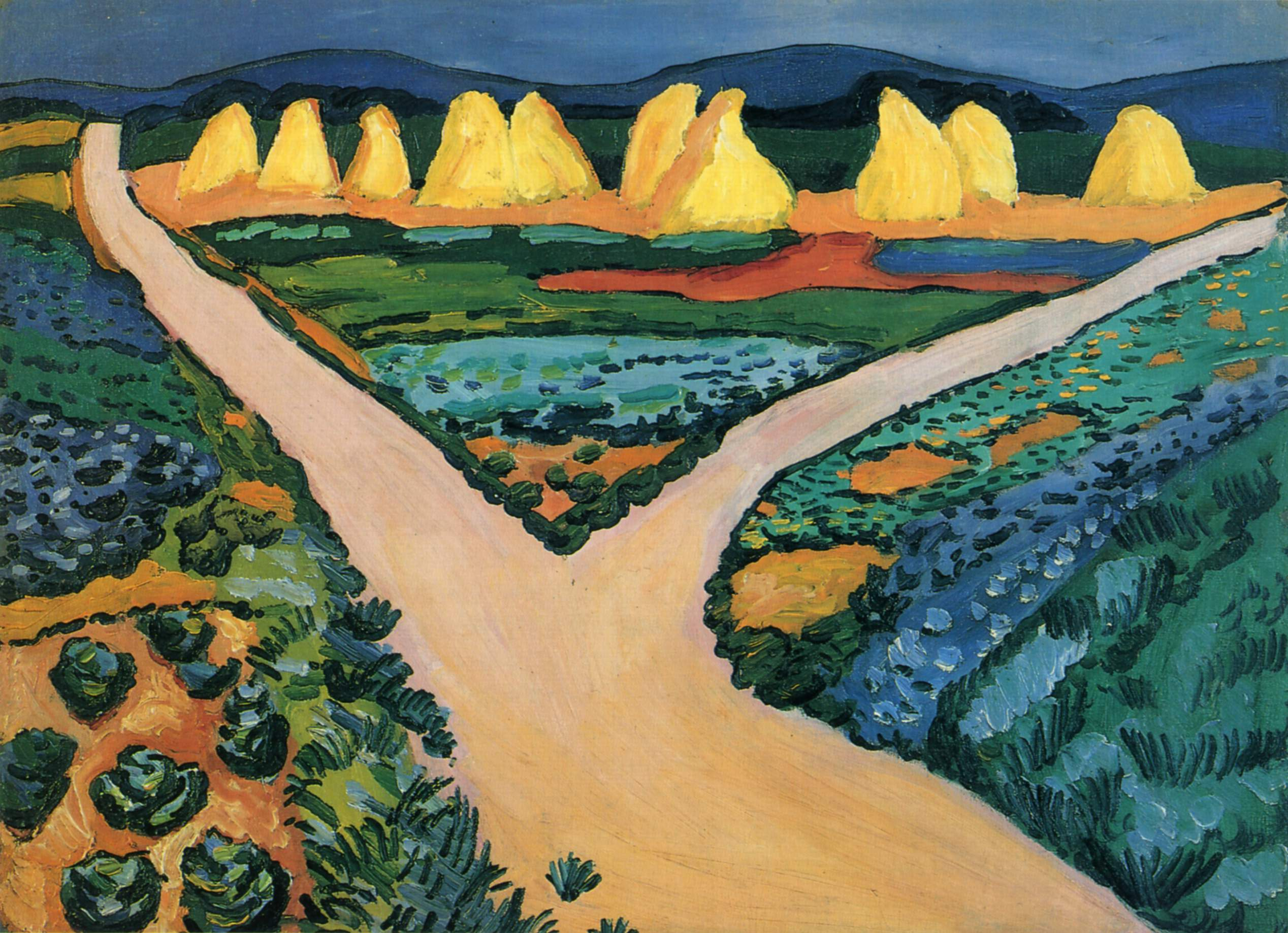
Gemüsefelder (1911)
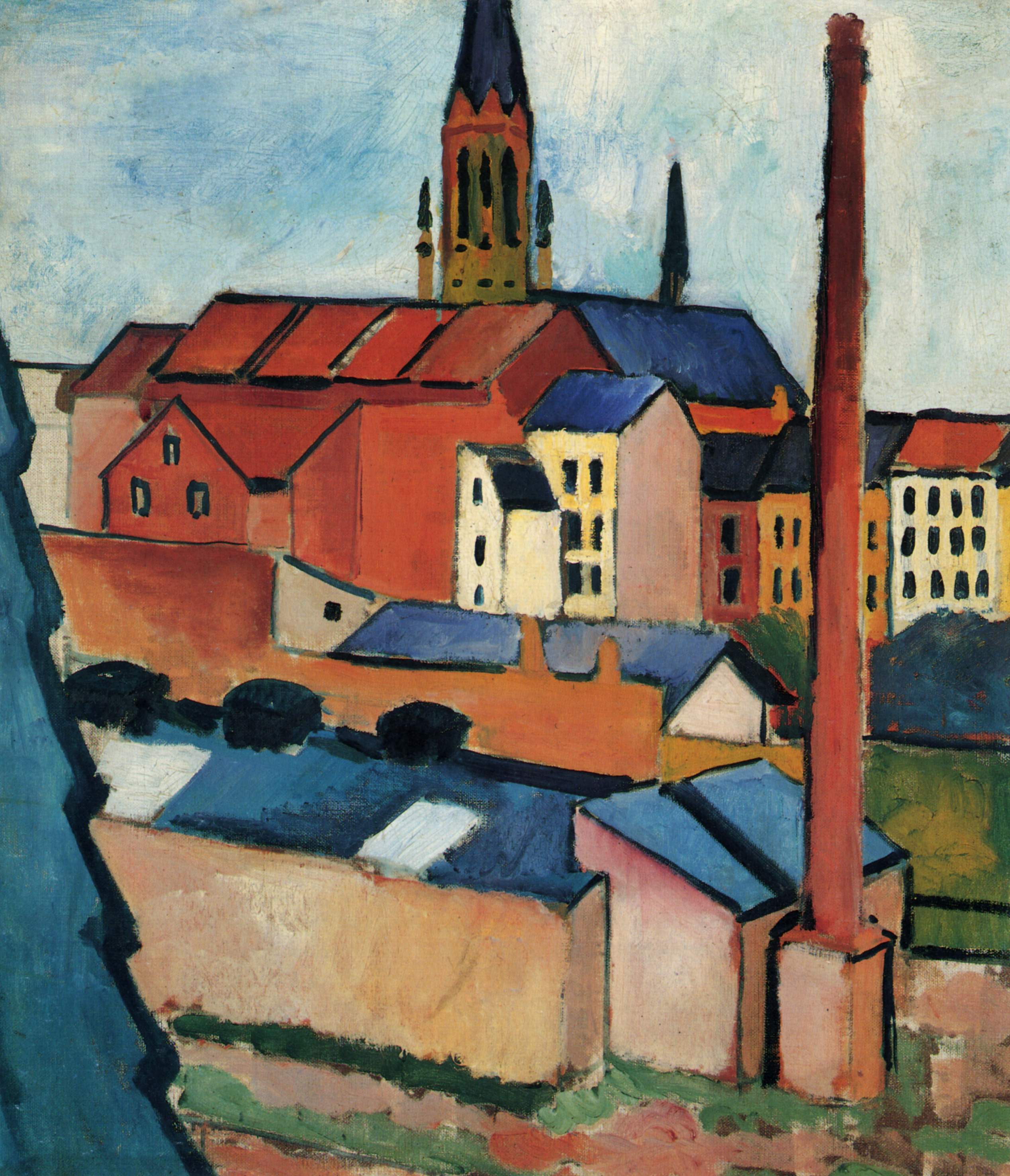
Marienkirche mit Häusern und Schornstein (1911)
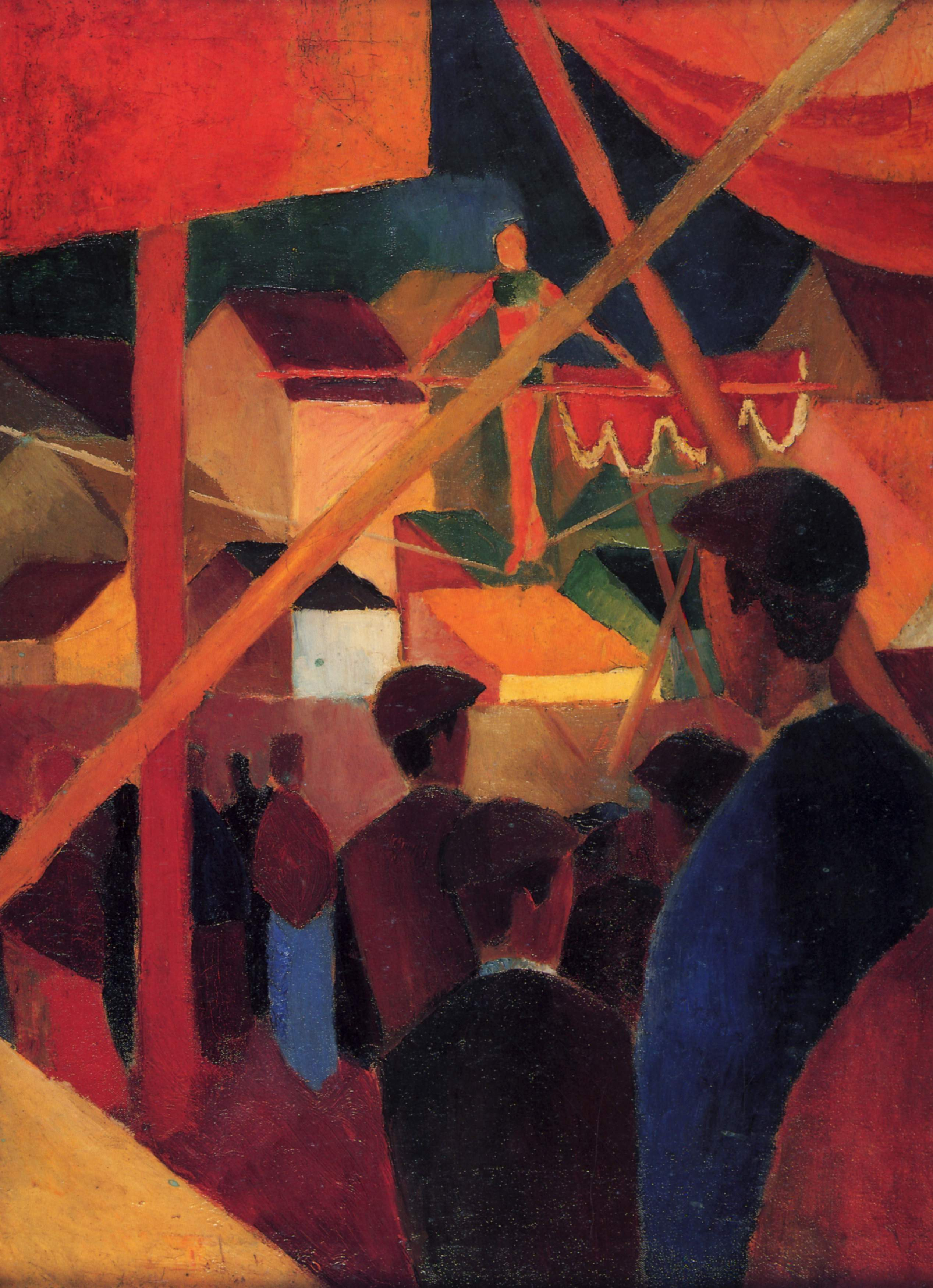
Morir Seiltänzerin (1914)

### Galería de fotos de imágenes de la colección

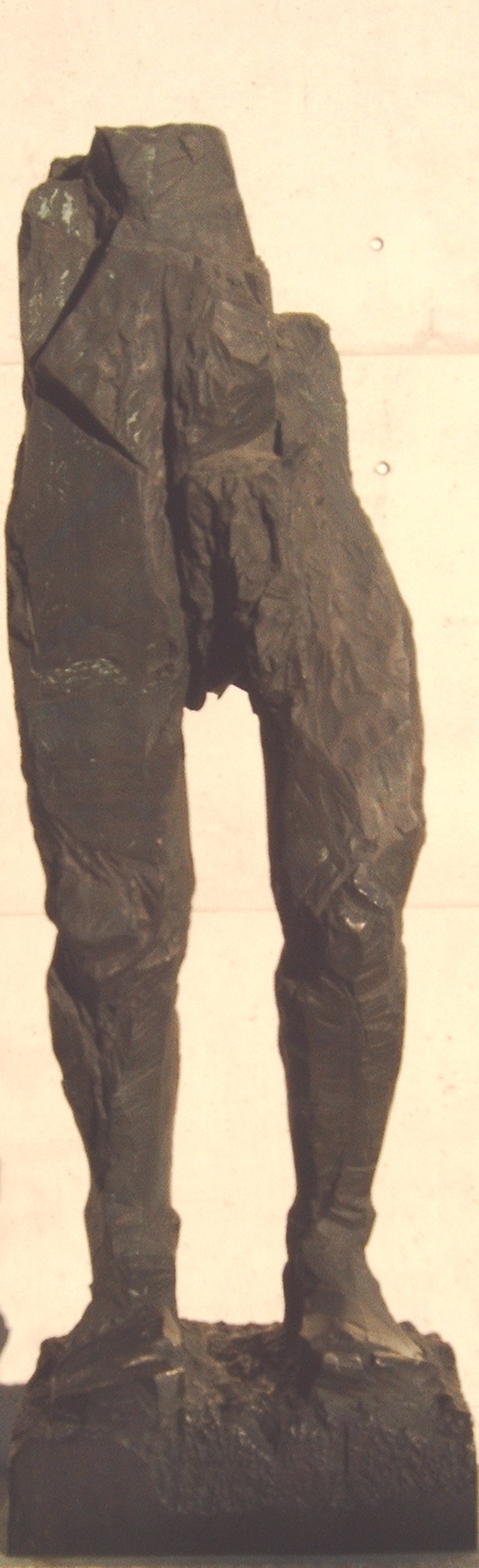
Markus Lüpertz: Spielbein/Standbein (1982)
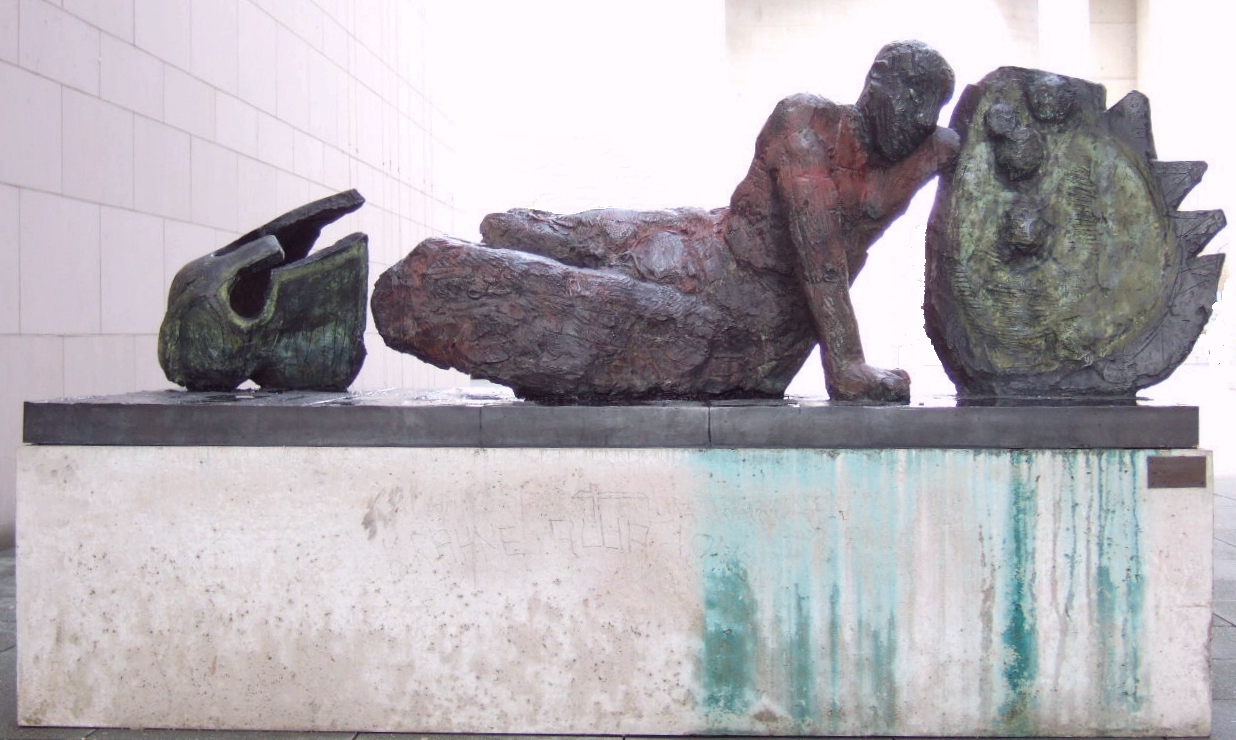
Markus Lüpertz: Der Krieger (1993)
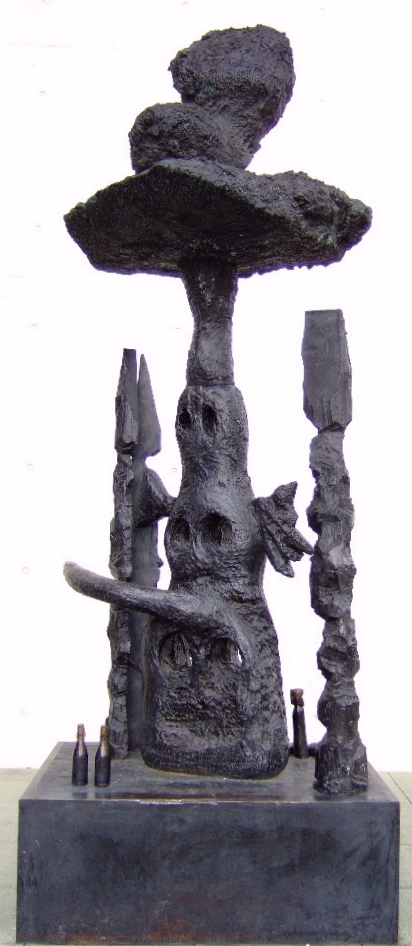
A. R. Penck: el Futuro de los soldados (1995)
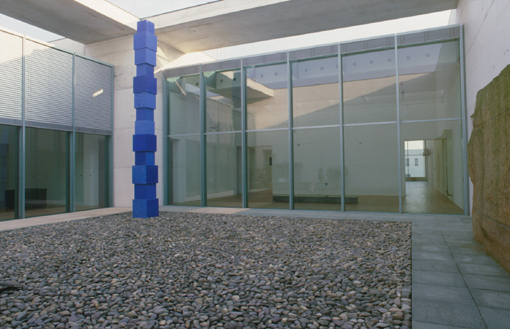
Jürgen Partenheimer, "Weltachse"

## Reorientación
En 2004, el museo tuvo que ceder unas 400 obras que habían sido donadas en préstamo desde 1972 por el coleccionista privado Grothe.
En 2007, se tuvo que encontrar una reorientación para la colección permanente. El motivo fue una ruptura con la pareja Ströher, que compró la colección Grothe en 2005 por 50 millones de euros. Hasta entonces, la colección era visible en el Kunstmuseum de Bonn. Esta colección incluía entre otras: Entartete Kunst de Sigmar Polke y Assisi-Zyklus de Gotthard Graubner, así como esculturas de Lüpertz en Penck ubicadas fuera del museo.
El espacio que se vació ha alojado obras de jóvenes artistas alemanes como Thomas Rentmeister, Stefan Eberstadt, Cornel Wachter y Dunja Evers. El curador del museo Dieter Ronte dijo que el museo sería más joven, más emocionante y más flexible.